# ایستگاه شیناگاوا
ایستگاه شیناگاوا (به ژاپنی: 品川駅 Shinagawa-eki) در منطقهٔ میناتو در توکیو پایتخت ژاپن واقع شده و یکی از ایستگاه‌های مهم و ترمینال توکیو محسوب می‌شود.

## نگارخانه

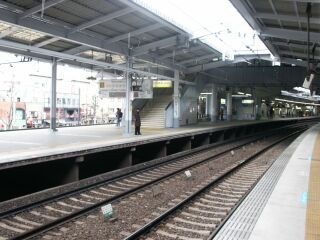

## خطوط قطار ایستگاه شیناگاوا
- شرکت راه‌آهن کیکیو
  - KK خط اصلی کیکیو
- شرکت راه‌آهن مرکزی ژاپن
  -  توکایدو شینکانسن
- خطوط شرکت راه‌آهن شرق ژاپن
  - ■ خط که‌ایهین-توهوکو
  - ■ خط اصلی توکایدو
  - ■ خط یامانوته
  - ■ خط یوکوسوکا

### سکوی جی-آر
| 1     | JY خط یامانوته       | به توکیو, اوئنو و تاباتا                                                           |
| 2     | JY خط یامانوته       | به شیبویا, شینجوکو و ایکه‌بوکورو                                                    |
| 3     | JK خط که‌ایهین-توهوکو | به توکیو، اوئنو و اومیا                                                            |
| 4     | JK خط که‌ایهین-توهوکو | به کاماتا, یوکوهاما, ساکوراگیچو و اوفونا                                           |
| 5     | ■ سکوی مخصوص         | بطور موقت بسته شده‌است                                                              |
| 6-7   | JT خط اصلی توکایدو   | JU خط اوتسونومیا/خط تاکاساکی به توکیو، اوئنو، اومیا، اوتسونومیا و تاکاساکی         |
| 8     | JJ خط اوئنو-توکیو    | خط جوبان به توریده و کاتسوتا                                                       |
| 9     | ■ خط اوئنو–توکیو     | خط جوبان اکسپرس هیتاچی/تاکیوا به ایواکی                                            |
| 10-11 | JJ اخط اوئنو–توکیو   | خط جوبان به ماتسودو, توریده، کاتسوتا و ناریتا                                      |
| 11-12 | JT خط اصلی توکایدو   | به کاواساکی, یوکوهاما، اوداوارا, آتامی و ایتو                                      |
| 13-14 | JO خط یوکوسوکا       | به توکیو، فوناباشی, چیبا و فرودگاه ناریتا (ترمینال ۲.۳ فرودگاه ناریتا و ترمینال ۱) |
| 13-14 | JO خط یوکوسوکا       | ■ فقط اکسپرس ناریتا اکسپرس به فرودگاه ناریتا                                       |
| 14-15 | JO خط یوکوسوکا       | به موساشی-کوسوگی, یوکوهاما، اوفونا و کوریهاما                                      |

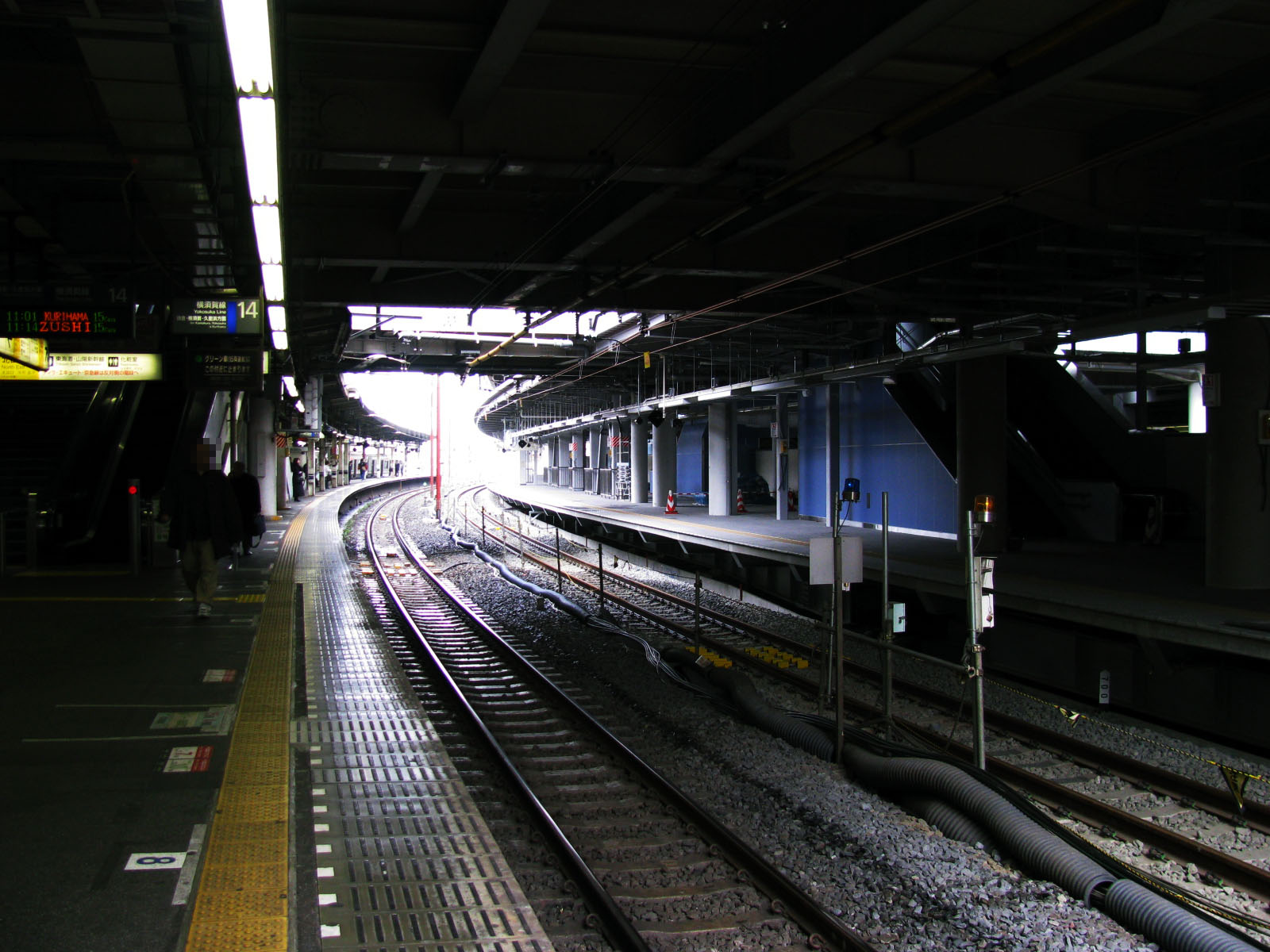
The JR platforms